# ماریاما
ماریاما (به لاتین: Märjamaa) یک شهرک در استونی است که در دهستان ماریاما واقع شده‌است. ماریاما ۳٬۱۰۸ نفر جمعیت دارد.